# Tom Levorstad
Tom Levorstad (né le 5 juillet 1957) est un sauteur à ski norvégien.

## Palmarès

### Championnats du monde de vol à ski
| Épreuve / Édition | Oberstdorf 1981 |
| Individuel        | Bronze          |

### Coupe du monde
- Meilleur classement final : 12e en 1980.
- Meilleur résultat : 3e